# Waldo A. Evans
Waldo A. Evans (* 26. November 1869 in Indianapolis, Indiana; † 15. April 1936 in Des Moines, Iowa) war ein US-amerikanischer Marineoffizier. Zwischen 1920 und 1922 war er Militärgouverneur von Amerikanisch-Samoa; von 1927 bis 1931 übte er das gleiche Amt auf den Amerikanischen Jungferninseln aus.

## Werdegang
Über die Jugend und Schulausbildung von Waldo Evans ist nichts überliefert. Er muss eine Marineakademie absolviert haben und war danach Offizier der US Navy. Während des Ersten Weltkrieges kommandierte er ab 1917 die Kreuzer Olympia, New Orleans und St. Louis sowie anschließend das Schlachtschiff Wyoming. Zwischen 1920 und 1922 war er Militärgouverneur von Amerikanisch-Samoa. Damit trat er die Nachfolge von Warren Jay Terhune an, der Selbstmord begangen hatte. Zum Zeitpunkt seines Amtsantritts gab es dort Unruhen wegen der Politik seines Vorgängers, der bei den Einheimischen sehr unbeliebt war. Nach seiner Zeit in Samoa wurde Evans Kommandeur eines Marinestützpunktes an den Großen Seen in der Nähe von Chicago. Im Jahr 1925 gab er den Militärdienst auf.
Nach dem überraschenden Tod von Martin Edward Trench, dem Gouverneur der Jungferninseln, wurde Evans zur Rückkehr zur Marine überredet, um dessen Nachfolge zu übernehmen. Dieses Amt bekleidete er zwischen dem 6. Januar 1927 und dem 18. März 1931. Als Gouverneur erreichte er, dass alle Bewohner seiner Insel die amerikanische Staatsbürgerschaft erhielten. Er musste sich dort auch mit den Folgen eines Wirbelsturms auseinandersetzen und hatte Probleme mit den Eigentümern von Zuckerplantagen, die er zur Modernisierung ihrer Betriebe aufforderte. Im Jahr 1931 verfügte Präsident Herbert Hoover das Ende der Militärherrschaft über die Jungferninseln. In Zukunft sollte das Amt des dortigen Gouverneurs von einem von der US-Regierung ernannten Zivilisten ausgeübt werden. Damit war Evans der letzte Militärgouverneur des Gebietes.
Nach dem Ende seiner Zeit als Gouverneur zog sich Waldo Evans in den Ruhestand zurück. Er starb am 15. April 1936 in Des Moines und wurde auf dem Nationalfriedhof Arlington begraben.
| Personendaten    | Personendaten                    |
| ---------------- | -------------------------------- |
| NAME             | Evans, Waldo A.                  |
| KURZBESCHREIBUNG | US-amerikanischer Marineoffizier |
| GEBURTSDATUM     | 26. November 1869                |
| GEBURTSORT       | Indianapolis, Indiana            |
| STERBEDATUM      | 15. April 1936                   |
| STERBEORT        | Des Moines, Iowa                 |